# 下村祐一郎
下村 祐一郎（しもむら ゆういちろう、1984年5月10日 - ）は、福岡県内を中心に活動している日本のシンガーソングライター、キーボーディスト、アレンジャー、ラジオパーソナリティ。　　　　　　
アコースティックバンド「トリミライト」のボーカル・キーボード担当メンバーとしても活動中。その際のアーティストネームは「ハーモニー下村」となっている。

## 来歴
他ミュージシャンへのサポート活動については、後述を参照。
1999年
- 中学時代の同級生とフォークデュオ「フリージア」を結成。中学の文化祭でゆずの「友達の唄」を弾き語りし、初めて人前でギターを弾く。
- この頃に初オリジナル曲「流れ星」を制作。まだギターがおぼつかなかったため、楽曲はピアノで制作された。

2001年
- 3月、フリージアとしてのアルバム「未熟歌集〜其の壱〜」を制作。カセットへの一発録りで10曲を音源化した。
- 8月、ソロ名義でのアルバム「Acoustic」を制作。同様の方法で16曲を音源化した。

2002年
- 1月、ソロ2ndアルバム「CHECK POINT」を制作。10曲を音源化。

2003年
- 3月、ソロ3rdアルバム「The Sounds of Heart」制作。17曲を音源化。この中の収録曲「Mirror」が後述のCD「Pocket」で音源化された。
- 4月、専門学校進学の為、単身福岡へ。このため「フリージア」も高校卒業と同時に解散。
- 7月、「TEENS' MUSIC FESTIVAL」に参加し、西新パレス大会で「奨励賞」を受賞する。
- 9月、上記大会で出会った男性シンガーソングライター、篠原優介とフォークデュオ「you's」を結成。同時期、CD制作レーベル「REAL BASTAR MUSIC!!」のスタッフと知り合い、同レーベルに参加する。
- 10月、you's 1stアルバム「Song for you」発売。全10曲。自主制作盤ではあるが、初のCDとして発売された。

2004年
- 10月、you's 2ndアルバム「Canvas」発売。全16曲。
- 11月、福岡で活動中のフォークデュオ「満月」のライブにピアノプレイヤーとして参加。これが初めてのサポート出演となった。

2005年
- 2月、専門学校時代の同級生でもある女性ボーカル、山北あい子とポップスデュオ「夫婦茶碗」結成。初ステージはZepp Fukuoka（学校の卒業イベント）。
- 3月、you's初のワンマンライブを開催（山口県長門市・長門市中央公民館）。同月、「福岡スクールオブミュージック専門学校」を卒業。
- 12月、you's 3rdアルバム「Soundish」発売。全12曲。

2006年
- 4月、BS日テレ「M.I.T-Revolutions-」にyou'sとして出演。同番組の携帯サイトから着うたも配信された。
- 7月、you'sが活動期間2年10ヶ月で解散。ソロ活動開始。また「夫婦茶碗」の活動も本格化。同月、FM KITAQ「REAL BASTAR MUSIC!!」の週替わりパーソナリティーとして月１回生放送への出演を開始。
- 9月、女性シンガーソングライター、ゆえんとの企画ユニット「ネコミミズ」が、「第6回ザ・ストリートミュージシャングランプリ」の決勝大会に進出。890組中の24組に残る[1]。
- 12月、下村祐一郎ソロ名義で1stシングル「未来へ」発売。

2007年
- 5月、下村祐一郎1stアルバム「Pocket」発売。全13曲。

2008年
- 7月、下村祐一郎2ndシングル「旅路」発売。
- 8月、「夫婦茶碗」がユニット名を「百面奏」に改名する。
- 10月、福岡の大型野外イベント「MUSIC CITY TENJIN'08」に百面奏として出演。
- 11月、「第6回九州沖縄音楽祭・福岡大会」で百面奏が準グランプリにあたる「優秀賞」を受賞。

2009年
- 2月、過去にサポートを務めたミュージシャンを集めたイベント「下村祭り」開催。（The Voodoo Lounge）
- 7月、百面奏1stアルバム「魔法の言葉」発売。全7曲。発売日には、同じ男女ユニット、jengaと共に「jenga×百面奏SPECIAL LIVE-Colorful Time Vol.1-」を開催。（The Voodoo Lounge）
- 9月、前回とメンバーを替え、「下村祭り・北九州編」を開催。（引野ANDY）

2010年
- 4月、下村祐一郎3rdシングル「はじまりを告げる風」発売。発売日には、下村祐一郎として初のソロワンマンライブ「はじまりを告げる唄」開催。（博多エキマエ音舗）
- 9月、百面奏が活動期間5年5ヶ月で活動休止。

2011年
- 2月、音楽仲間有志とアコースティックバンド「トリミライト」を結成。下村以外のメンバーは「HOWL」の橋爪裕明、「Bottom」のひろし、「QAREN」の川原徹也（2012年8月に脱退）と、福岡音楽シーンを賑わせた音楽グループからの精鋭メンバーが集結したということで注目を集めた。
- 5月、トリミライト1st両A面シングル「同色の未来／交差点」発売。発売日には、トリミライト初のワンマンライブ「トリミライブVol.1」を開催。（Gate's 7）
- 6月、上記楽曲「同色の未来」が、九大進学ゼミの夏期講習特別コマーシャルのタイアップソングとして使用される。
- 8月、「100万人の耳に突っ込む音楽フェス・福岡天狗予選」において、トリミライトが優勝。2012年3月の決勝大会（会場・Zepp Fukuoka）への出場が決定。
- 10月、トリミライト1stミニアルバム「POPLIGHT」発売。全5曲。発売日には、トリミライト2ndワンマンライブ「トリミライブVol.2 PARTY PEOPLE〜パーリーピーポー！！〜」を開催。（BEAT STATION）

2012年
- 1月、下村祐一郎ソロ名義でのミニワンマンライブ「Heartful Songs」を開催。（Shangri-la）
- 2月、トリミライトの「POPLIGHT」収録曲「相変わらずのメロディー」が、九大進学ゼミの春期講習特別コマーシャルのタイアップソングとして使用される。
- 3月、「100万人の耳に突っ込む音楽フェス・福岡天狗決勝大会」（Zepp Fukuoka）にトリミライトが出演。準優勝を獲得する。
- 6月、トリミライト3rdワンマンライブ「Road to Zepp 第一章〜4つの光〜」を開催。（BEAT STATION）
- 10月、トリミライト2ndミニアルバム「irodori time-イロドリタイム-」発売。全5曲。発売日には、トリミライト4thワンマンライブ「Road to Zepp 第二章〜4つの光〜」を開催。（BEAT STAITON）

2013年
- 2月、トリミライトの「POPLIGHT」収録曲「エール」が、HKT48主演のスペシャルドラマ「ツナガール〜明日にエール〜」のエンディングテーマに起用。「irodori time-イロドリタイム-」収録曲「左目ウインク」「道しるべ」も、挿入歌として使用された。
- 3月、トリミライト5thワンマンライブ「Road to Zepp FINAL!!〜4つの光〜」を開催。（Zepp Fukuoka）
- 6月、トリミライトが活動期間2年4ヶ月で活動休止。
- 9月、「MUSIC CITY TENJIN'13」に初めて下村祐一郎ソロ名義で出演。
- 10月、下村祐一郎ソロ名義でのミニワンマンライブ「Heartful Songs Vol.2」を開催。（Shangri-la）
- 12月、福岡で活動するピアノ弾き語りシンガーソングライター、戸村有希とツーマンライブ「と（しも）むらPresents・美女と野獣のクリスマスコンサート2013」を開催。（Shangri-la）

2014年
- 1月、自身が主催するイベント「下村祐一郎Presents・Collaboration No.1」を開催。（ゲスト：JEFF、的野祥子）（S.O.Ra Fukuoka）
- 4月、下村祐一郎2ndアルバム「Heartful」発売。発売日には、初のフルバンドワンマンライブ「Heartful」を開催。（ROOMS）
- 5月、「下村祐一郎Presents・Collaboration No.2」を開催。（ゲスト：Je'Glanz、ryoco）（S.O.Ra Fukuoka）
- 8月、「下村祐一郎Presents・Collaboration No.3～PLUS～」を開催。（ゲスト：立川翼、シトラススノー、Zea-L）（S.O.Ra Fukuoka）
- 11月、「下村祐一郎Presents・Collaboration No.4」を開催。（ゲスト：EmiLy、Gothic）（S.O.Ra Fukuoka）

2015年
- 1月、「下村祐一郎Presents・Collaboration No.5 EX」を開催。（下村祐一郎ワンマン形式によるカバーライブ）（S.O.Ra Fukuoka）
- 4月、「下村祐一郎Presents・Collaboration No.6」を開催。（ゲスト：ミサンガ、mana）（S.O.Ra Fukuoka）
- 7月、「下村祐一郎Presents・Collaboration No.7」を開催。（ゲスト：Novembre、olly olly）（S.O.Ra Fukuoka）
- 12月、「下村祐一郎Presents・Collaboration No.8」を開催。（ゲスト：鶴田大地、佐藤茉莉花）（S.O.Ra Fukuoka）

2016年
- 4月、「下村祐一郎Presents・Collaboration No.9」を開催。（ゲスト：cover robot、ヒキリトモヨ）（S.O.Ra Fukuoka）
- 7月、「下村祐一郎Presents・Collaboration No.10 SPECIAL」を開催。（下村祐一郎ワンマン形式によるカバーライブ）（S.O.Ra Fukuoka）

## エピソード

### 人物
- 1984年、山口県長門市（旧日置町）にて、下村家の長男として生まれる。現在の家族構成は、父、母、弟二人の5人家族。母親は実家でピアノ教室を開いており、父親は1970年代のフォークソングの影響でアコースティックギターを弾いていた。また、弟も地元の和太鼓チームに所属しているなど、家族揃って音楽への造詣が深い。
- 本人も6歳からピアノ教室に通い始めるが、2年で辞める。そこからしばらくピアノからは離れていたが、中学2年の時に作詞作曲に目覚め、独学で弾き語りのピアノを始める。
- 音楽を志すようになったきっかけはゆずであり、中学2年の時にたまたまCMで流れていた「夏色」を聴いて衝撃を受け、その憧れからギターを弾き始めた。オリジナル曲が出来るまでは、ゆずの曲を練習していた。また、ハーモニカもゆずの影響で始めた。
- もともと音楽に対する興味は深く、カラオケも初めて行ったのは5歳の時だった。また、物心ついた時からJ-POPの人気曲（や家族が聴きたい曲）などを毎週CDレンタルしては、カセットに写して聴き込んでいた。当時はスピッツやMr.Childrenなどを好んで聴いていたが、この時から既に主旋律ではなくコーラスのパートを唄うようになっていたという。
- 小学時代は野球と水泳の少年クラブに所属し、またスイミングスクールにも通っていた。中学時代は卓球部に所属していたが、吹奏楽部のサポートとして何度か公演にも参加した。
- 中学校の文化祭は3年間とも学年劇を担当していた。1年生の時は音響担当ながらも「裁判官」役で声のみの出演。2年生の時は「裁判長」役を務め、3年生の時は不良学生という、本来のイメージとは正反対のキャラクターを演じた。
- 高校時代は吹奏楽部とコンピュータ部に所属。掛け持ちにもかかわらず、3年生の時には両部の部長を務めた。また、高校時代は2年生の2学期を除き、全て学級委員を務めていた。1年生の1学期から学級委員に選ばれた理由として、「校歌の練習を真面目にしていたから選ばれたんじゃないか」と本人は語っている。2006年にBS日テレ「M.I.T-Revolutions-」に出演した際、学級委員のエピソードがインタビューで持ち出され、高校の校歌を歌わされた。この模様はテレビでは未公開だったが、後にPodcastで配信された[2]。
- トリミライトの活動中、下村に対してダイエット企画が行われ、「2ヶ月間（2012年5月1日-6月30日）で15kg減」という課題を自らで設定し、見事2ヶ月間で15.9kgの減量に成功。この経過はブログで随時報告され、最終結果はワンマンライブ（先述）で発表された。

### 趣味・嗜好
- 非喫煙者であり、酒もほとんど飲む事がない（炭酸とアルコール特有の香りが苦手で飲めないとのこと）。
- 音楽以外の趣味はネットサーフィン、Skype。パソコンやSNSツールは一通り参加しており、mixi、twitter、facebook、YouTube、Ustream、アメーバブログ、myspaceなどで自身のアカウントを持っている。
- テレビっ子であり、特に音楽番組、お笑い番組、クイズ番組は昔から欠かさずチェックしており、今でも観たい番組があれば必ず録画して観るようにしている。
- 特にクイズには興味が深く、高校時代はインターネット上での様々なクイズ大会に参加したり、自身もホームページで大会を開いたりしていた。

## ディスコグラフィー

### you's
- Song for you（2003年10月26日発売）

1. 直線的ラブソング
2. 過去という名の・・・
3. 君らしく
4. ぽかぽか
5. 楓
6. やさしい笑顔
7. 短すぎる夏
8. Over
9. 一番星
10. Song for you

- Canvas（2004年10月26日発売）

1. Intro〜Jentle smile〜（instrumental）※前作「やさしい笑顔」のインスト版。
2. GUARDMAN
3. スタートライン
4. チャイム
5. 空
6. 二人
7. SLEEPING MAN
8. 君という花
9. 三振より愛を込めて
10. 弥生色の桜
11. 拝啓
12. 君を愛してる
13. 星に我侭
14. Soliloquy
15. 椿
16. あなたが選んだ道
17. 金欠（Secret Track）※「あなたが選んだ道」と同トラックに収録。

- Soundish（2005年12月14日発売）

1. 光の扉
2. ゼンジツ
3. あったかいうた
4. 遠日の恋
5. Believe
6. トマト
7. 茜雲
8. Mr...
9. すずらん
10. Film
11. 誰かにとっての幸せ
12. 友よ

### 下村祐一郎

#### アルバム
- Pocket（2007年5月10日発売）

1. Introduction-The world in a pocket-
2. その光の先へ
3. Mirror
4. フィナーレ
5. monochrome
6. 未来へ-album version-　※ギターとハーモニカのみ使用したアコースティックバージョン。
7. 夏風
8. 運命の人
9. 雪
10. さよなら-album version-　※シンセサイザーを使用したバージョン。
11. FORKED ROAD
12. 君がいる空へ
13. 世界一の幸せ者

- Heartful（2014年4月4日発売）

1. Overture-Heartful-（instrumental）
2. DASH!!
3. 理想郷
4. Interlude-COIL-（instrumental）
5. オルゴール
6. MAGIC
7. 24/7
8. Interlude-STAR-（instrumental）
9. 星になったら
10. 雨上がりの空
11. Heartful days
12. 道端交響曲（Bonus Track）※一般公募したエキストラを交えてのライブ録音。

#### シングル
- 未来へ（2006年12月17日発売）

1. 未来へ
2. さよなら
3. スタートライン-Peaceful Style-　※you's時代の楽曲。ライブ音源を収録。
4. 未来へ-Less Vocal-（instrumental）

- 旅路（2008年7月26日発売）

1. 旅路
2. マスカット
3. 遠くまで
4. 旅路-Less Vocal-（instrumental）

- はじまりを告げる風（2010年4月21日発売）

1. はじまりを告げる風
2. Piece
3. April
4. はじまりを告げる風-Less Vocal-（instrumental）
5. April-Less Vocal-（instrumental）※初回限定版のみ収録。

### 百面奏
- 魔法の言葉（2009年7月31日発売）

1. 綿毛うた
2. Tuesday
3. リンゴ
4. シャボテン
5. Interlude-words of the magic-（instrumental）※「魔法の言葉」のインスト版。
6. 魔法の言葉
7. 青空の下の唄い人〜ヤマキナVersion〜（Bouns Track）

### トリミライト

#### アルバム
- POPLIGHT（2011年10月9日発売）

1. エール
2. 花火
3. 永遠の唄
4. 相変わらずのメロディー
5. Sunday drive

- irodori time-イロドリタイム-（2012年10月20日発売）

1. 空雲キャンバス
2. スマイルマーチ
3. 左目ウインク
4. 道しるべ
5. ひだまり

#### シングル
- 同色の未来／交差点（2011年5月7日発売）

1. 同色の未来
2. 交差点

## 出演・担当番組

### 過去に出演した番組

#### テレビ
- M.I.T-Revolutions-（2006年、BS日テレ）※you'sとして出演
- THE STREET FIGHTERS@FUKUOKA（2011年、KBC九州朝日放送）※トリミライトとして出演
- トン☆スタ（2011年、NHK福岡）※トリミライトとして出演

#### ラジオ
- REAL BASTAR MUSIC!!（2006年-2015年、FM KITAQ）※月1回出演
- GREEN GREEN（2003年、FM FUKUOKA）※下村祐一郎として楽曲オンエア
- アジキュー！（2009年、TENJIN FM）※百面奏として出演
- 注耳！ミュージックファイル（2010年、FM FUKUOKA）※百面奏として楽曲オンエア
- コウズマユウタのChallengeラジヲ（2011年、CROSS FM）※トリミライトとして出演
- KBCラジオ・チャリティー・ミュージックソン（2011年、KBCラジオ）※トリミライトとして出演
- STAND UP! MORNING-スタモニ-（2011年、FM FUKUOKA）※トリミライトとして出演
- SUPER RADIO MONSTAR ラジ☆ゴン（2011年、FM FUKUOKA）※トリミライトとして出演
- VEROQ（2012年、KBCラジオ）※6月のマンスリーパーソナリティをトリミライトが担当

## サポートとしての活動
2004年から福岡で活動するミュージシャンのライブやレコーディングにピアノ・キーボードプレイヤーとして参加。基本的にはアコースティック系のインディーズミュージシャンが中心だが、手掛けたミュージシャンがメジャーデビューを果たしたり（ももちひろこなど）、最近ではヒップホップやロックバンドのサポートも務めるなど、音楽の幅を拡げている。

### これまでに参加した主なミュージシャン
HIROCO（ももちひろこ）
インディーズ時代のライブにピアノ＆コーラスで参加。メジャーデビュー後のライブにも参加している。
満月
全てのワンマンライブにキーボード＆コーラスで参加。アルバム「ORIGINAL SOUND」以降のCDレコーディングにも参加している。
HOWL
ワンマンライブに２回キーボードで参加。シングル「夏のリズム／空唄」のレコーディングにも参加している。メンバーの橋爪裕明はトリミライトのメンバーでもある。
Bottom
ワンマンライブにキーボードで参加。メンバーのひろしはトリミライトのメンバーでもある。
江頭つとむ
アルバム「ケセラセラ」のレコーディングに参加。ピアノ、オルガン、ストリングスアレンジを手掛けている。ライブでも何度か共演している。
SMALL HANDS
主催イベントライブでピアノを担当。「下村祭り」（先述）にも出演。
ミサンガ
ワンマンライブにキーボードで参加。
Candy Box
ワンマンライブにピアノで参加。アルバム「Ting-a-ling」のレコーディングにも参加している。
JEFF
ワンマンライブにキーボード＆コーラスで参加。その後のライブでも何度も共演している。
シトラススノー
ワンマンライブ他、ライブでキーボード＆コーラス参加。メンバーのセイヤと「エアメール」を共作。
ヒキリトモヨ
ライブにキーボード＆コーラスで参加。アルバム「心模様」のレコーディングにも参加している。
ゆえん
アルバム「ぐらでーしょん」の制作、及び発売記念ワンマンライブの総合プロデュースを手掛ける。企画ユニット「ネコミミズ」で「第6回ストリートミュージシャングランプリ」の決勝大会に進出した。
BRO's
ライブにキーボードで参加。初のヒップホップ系ミュージシャンのサポートを務める。
この他にも様々なミュージシャンのサポートを務め、共演したミュージシャンの数は25組以上にも及ぶ。